# Deployable Boom and Umbrella Test
Deployable Boom and Umbrella Test (DEBUT, traducible al español como Mástil Desplegable y Prueba de Paraguas) también conocido como Orizuru, fue un satélite artificial japonés lanzado el 7 de febrero de 1990 mediante un cohete H-1 desde el Centro Espacial de Tanegashima.

## Objetivos
El objetivo de DEBUT fue realizar pruebas tecnológicas de despliegue de estructuras en el espacio.

## Características
DEBUT constaba de un mástil retraíble de 1,46 m de largo y un paraguas aerodinámico desplegable formado por 24 paneles. El paraguas estaba concebido para disminuir la altura de la órbita por fricción contra los restos de atmósfera en la órbita baja y para ser usado en futuras naves interplanetarias como mecanismo de aerofrenado.